# Бонг, Ричард Айра
Ричард Айра Бонг (англ. Richard Ira Bong; 24 сентября 1920 — 6 августа 1945) — американский лётчик-истребитель, участник Второй мировой войны. Во время Тихоокеанской кампании, летая на истребителе P-38 Lightning, совершил 200 вылетов, сбил 40 японских самолётов (ещё 7 засчитаны как вероятные победы) и повредил 11, став самым результативным боевым пилотом в истории США. Был удостоен высшей военной награды США — Медали Почёта. Погиб при испытаниях реактивного истребителя F-80 Shooting Star.

## Биография
Ричард Бонг родился 24 сентября 1920 года; вырос в Попларе, штат Висконсин, он был старшим из девяти детей в семье фермера, шведского эмигранта Карла Бонга. В юности Бонг увлекался хоккеем и охотой, благодаря этим хобби он развил скорость реакции, меткость и уверенность в себе.
В 1938 году Бонг поступил в Высший педагогический колледж штата, но через три года ушёл оттуда, чтобы стать курсантом военного лётного училища. После выпуска Бонг стал лётчиком-инструктором. На этой должности он совершил пролёт на P-38 под мостом Золотые Ворота и вдоль улиц Сан-Франциско. Эта выходка привлекла внимание вновь вступившего в должность генерала Джорджа Кенни, по приказу которого Бонга отправили на фронт. Позднее Кенни писал: «Нам нужны были такие дети, как этот мальчик».
Как и другие пилоты самолётов P-38, прибывшие на Тихоокеанский театр военных действий, Бонг сперва попал в учебную эскадрилью. Затем его отправили в район боевых действий, в Порт-Морсби, остров Новая Гвинея. Однако из-за проблем с системой охлаждения истребители P-38 его подразделения оставались небоеспособными до конца ноября 1942 года. До того времени Порт-Морсби защищали от атак японцев немногочисленные американские истребители, которые по лётным характеристикам уступали быстрым и манёвренным японским Mitsubishi A6M Zero. Лишь в декабре эскадрилья Бонга начала активное патрулирование над районом Лаэ.
27 декабря 1942 года самолёт лейтенанта Бонга находился в боевой готовности на взлётной полосе Лалоки рядом с Порт-Морсби, когда прозвучал сигнал тревоги. Причиной стало обнаружение большой группы вражеских самолётов, направлявшихся на Дободуру. Бонг наряду с 11 другими пилотами поднялся в воздух. За несколько минут было сбито 17 вражеских самолётов, а три лётчика, в том числе Бонг, одержали по две победы. 7—8 января 1943 года Бонг сбил три самолёта Nakajima Ki-43 (американцы называли их «Оскар»), доведя счёт побед до пяти.

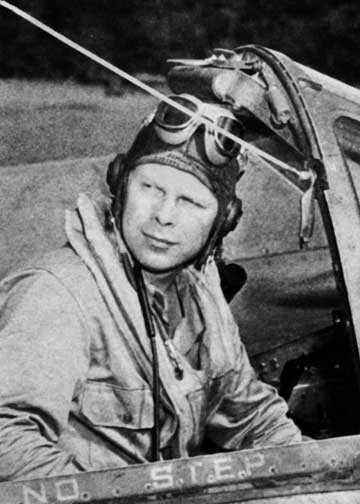
Ричард Бонг в кабине своего P-38

С участием других лётчиков и командиров Бонг разработал метод воздушных атак, который позже стал известен под названием «тактика воздушного превосходства». Метод включал атаку с большой высоты, шквальный огонь на близком расстоянии и быстрый уход на большой скорости. Другой тактический принцип того времени звучал следующим образом: «Никогда не вступай в ближний бой с Zero». Благодаря применению этих двух правил Бонг и добился успеха как лётчик-истребитель. Попытки японцев усилить оборону Лаэ позволили Бонгу совершенствовать свою тактику. 3 марта он сбил ещё один «Оскар» и довёл счёт до шести. Массированные атаки японцев в течение последующих недель позволили Бонгу увеличить счёт своих побед.
Люди, которые знали Бонга лично, характеризовали его как человека мягкого и скромного. Им трудно было представить его в качестве лётчика-истребителя.
За героизм, проявленный в боях над Маркхэм-Вэлли 26 июля 1943 года, Ричард Бонг был награждён крестом «За выдающиеся заслуги». В представлении значилось, что «он проявил мужество, выходящее за рамки служебного долга» в битве с более чем 20 вражескими самолётами в составе отряда из десяти P-38. Под командованием Бонга отряд уничтожил 11 самолётов противника, четыре из них Бонг сбил собственноручно. В итоге он достиг статуса трёхкратного аса. Следующими на счету Бонга стали Mitsubishi Ki-46 Dinah и ещё четыре Zero. Так Ричард Бонг стал четырёхкратным асом, хотя участвовал в боях менее года.

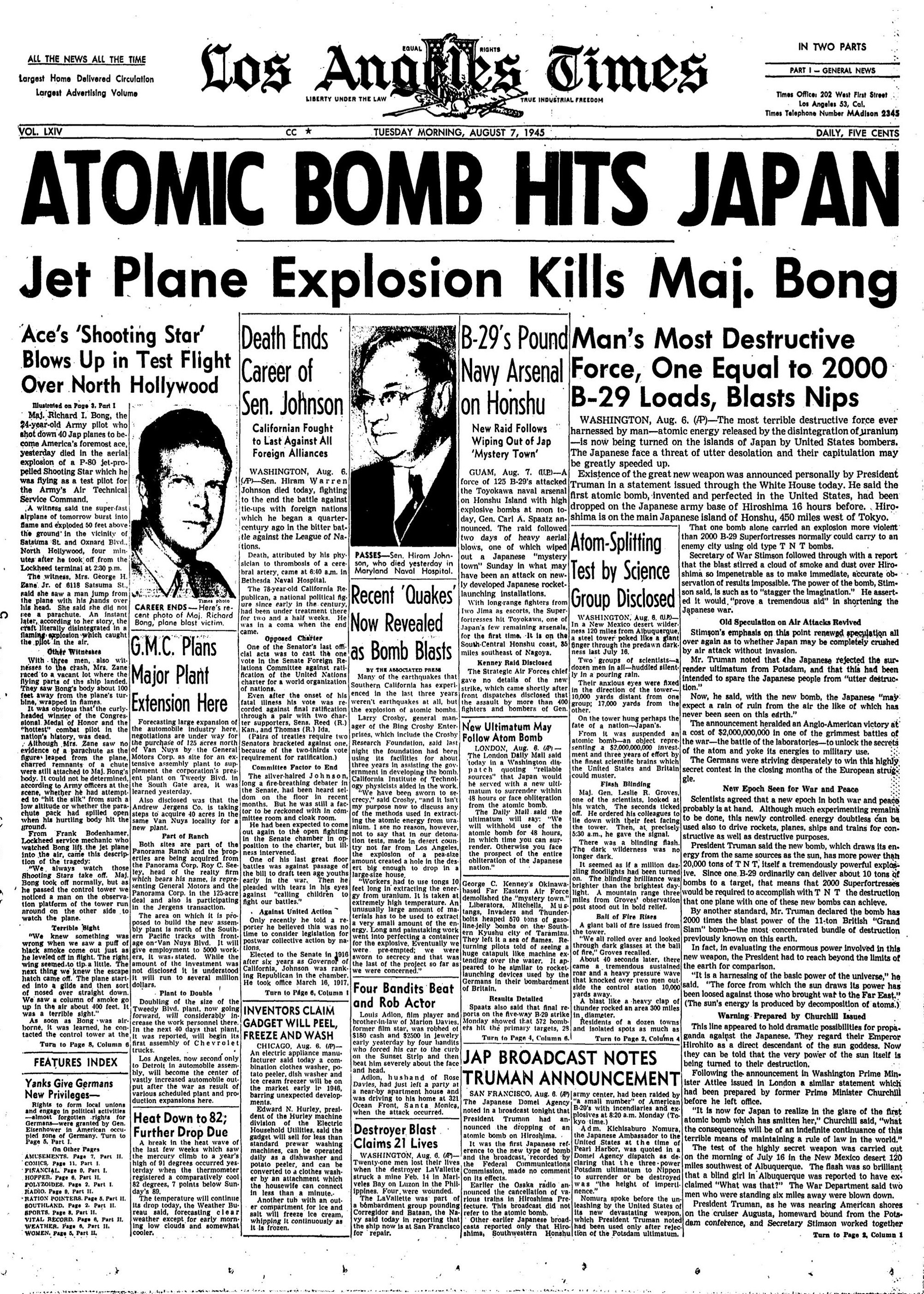
Передовица Los Angeles Times после смерти Бонга.

В апреле 1944 года он получил звание майора и был отправлен назад в США на должность инструктора по воздушной стрельбе. На тот момент в его послужном списке было 28 побед. Бонг уговорил своё начальство позволить ему вернуться в качестве инструктора на Тихоокеанский ТВД. Несмотря на должность, он продолжал участвовать в боях, а его боевой счёт продолжал увеличиваться. К октябрю 1944 года он сбил ещё пять самолётов.
Находясь в отпуске в США в ноябре-декабре 1943 года, Бонг встретил Мардж Ваттендаль и начал встречаться с ней. После возвращения в юго-западную часть Тихого океана в январе 1944 года он назвал в её честь свой P-38 и украсил носовую часть её фотографией.
В декабре 1944 года, имея на счёту 40 побед, Бонг получил Медаль Почёта от генерала Дугласа Макартура. По распоряжению командующего 5-й воздушной армией генерала Джорджа Кенни после 40-й победы лучший ас ВВС США был вынужден прекратить боевые вылеты и вернуться домой.
В конце 1944 года Бонг согласился занять должность старшего лётчика-испытателя в компании Lockheed в Бербанк (Калифорния). Примечательно, что, одержав все свои победы на P-38, Бонг имел мало опыта в пилотировании других самолётов. 6 августа 1945 года Бонг погиб при испытаниях реактивного истребителя P-80 из-за отказа двигателя на взлёте. Бонг либо забыл переключиться на вспомогательный топливный насос, или по какой-то причине не смог сделать это. По словам капитана Рэя Кроуфорда, Бонг уже забывал делать это и в предыдущих полётах. Новость о его смерти была на передовицах основных американских газет наряду с бомбардировкой Хиросимы.
Ричард Айра Бонг похоронен на кладбище в родном Попларе, Висконсин.